# Armando Panceri
Armando Esteban Panceri (Buenos Aires, Argentina, 11 de marzo de 1985) es un exfutbolista argentino. Jugaba en la posición de lateral izquierdo. Su último club fue el Deportivo Merlo, de la Primera C. Se destacaba por tener buen quite y desbordar con criterio, por su gran ida y vuelta y el manejo de pelota.

## Trayectoria
Surgió de las inferiores de All Boys. Luego de pasar por varios clubes, llegó a las inferiores de Argentinos Juniors. Jugó en la cuarta división y en la reserva de Boca Juniors, llegando a compartir entrenamientos con el plantel profesional del equipo. Más tarde, volvió a All Boys, pero no jugó en un primer equipo hasta el 2007, cuando debutó en General Lamadrid, que en ese momento se encontraba en la Primera C. Allí, disputó 16 partidos y convirtió dos goles, pero no logró obtener el Clausura 2007 de la Primera C, campeonato que se le escapó a los Carceleros en la última fecha, tras caer por 0-4 frente a Fénix y luego de que Acassuso le ganase por 3-0 a Justo José de Urquiza, quedando así fuera de la final por el ascenso y sin chances de llegar a la Primera B. Tras la temporada 2006/07, volvió a la primera de All Boys, que en ese momento militaba en la Primera B. Luego de disputar todos los partidos de la temporada 2007/08 con el club de Floresta, obtuvo su primer título profesional y su primer ascenso. Tras un regular campeonato durante la temporada 2008/09, en donde convirtió su primer gol con el Albo, logró el ascenso a la Primera División luego de finalizar cuarto en la temporada 2009/10 y de derrotar a Rosario Central en una sorprendente promoción.
Durante su corta carrera, sus actuaciones despertaron el interés de muchos clubes del exterior y de la Primera División, entre los que se incluyen Racing Club y Tigre. A pesar de todo esto, el zurdo decidió seguir en el club de Floresta, pese a tener varias ofertas importantes.
En el 2012 quedó en libertad de acción del club del Floresta. Existió la posibilidad de ficharse para jugar en Douglas Haig de Pergamino y en Instituto de Córdoba pero finalmente firmó en Deportivo Textil Mandiyú para afrontar el Torneo Argentino B.

## Clubes
| Club                     | País      | Año         |
| ------------------------ | --------- | ----------- |
| General Lamadrid         | Argentina | 2007        |
| All Boys                 | Argentina | 2007 - 2012 |
| Deportivo Textil Mandiyú | Argentina | 2012 - 2013 |
| Villa Dálmine            | Argentina | 2013 - 2014 |
| General Lamadrid         | Argentina | 2014-2015   |
| Deportivo Merlo          | Argentina | 2016-2018   |

## Palmarés
| Título                     | Club     | País      | Año  |
| -------------------------- | -------- | --------- | ---- |
| Primera B                  | All Boys | Argentina | 2008 |
| Ascenso a Primera División | All Boys | Argentina | 2010 |